# Брендон Дејвис
 Брендон Дејвис (енгл. Brandon Davies; Филаделфија, 25. јул 1991) амерички је кошаркаш. Игра на позицији центра, а тренутно наступа за Партизан. Као натурализовани кошаркаш наступао је за репрезентацију Уганде.

## Каријера
Дејвис је колеџ кошарку играо на универзитету Бригам Јанг након чега није изабран на НБА драфту 2013. године. Иако није драфтован, 28. октобра 2013. је потписао уговор са Филаделфија севентисиксерсима. Прву утакмицу у НБА лиги одиграо је 2. новембра против Чикаго булса, а 18. јануара 2014. сломио је мали прст па је морао на једномесечни опоравак. Рекорд НБА каријере забележио је 5. новембра 2014. када је убацио 20 поена Орланду, да би 11. децембра 2014. био трејдован у Бруклин нетсе за Андреја Кириленка и Хорхеа Гутијереза. За Бруклин је наступио на седам утакмица, пре него што је отпуштен 6. јануара 2015. Шест дана након отказа у НБА, потписао је уговор са француским Шалоном до краја 2014/15. сезоне. У сезони 2015/16. био је играч италијанског Варезеа. У сезони 2016/17. играо је за Монако и са њима је освојио Куп лидера.
У јуну 2017. потписао је уговор са Жалгирисом. У литванском клубу је провео наредне две сезоне у којима је освојио две титуле првака Литваније и један Куп краља Миндовга. Са екипом Жалгириса је у сезони 2017/18. стигао до фајнал фора Евролиге, док је наредне године крајњи домет било четвртфинале с тим што је Дејвис уврштен у најбољу петорку такмичења. Почетком јула 2019. потписао је уговор са Барселоном. Провео је у Барселони наредне три сезоне и током тог периода је освојио једну АЦБ лигу (2021) као и два трофеја у Купу Шпаније (2021, 2022). У јуну 2022. потписао за Олимпију из Милана. Са екипом из Милана је освојио титулу првака Италије у сезони 2022/23. За сезону 2023/24. прешао је у шпанску Валенсију. У августу 2024. потписао је за београдски Партизан.

## Успеси

### Клупски
- Монако:
  - Куп лидера (1): 2017.

- Жалгирис:
  - Првенство Литваније (2): 2017/18, 2018/19.
  - Куп краља Миндовга (1): 2018.

- Барселона:
  - Првенство Шпаније (1): 2020/21.
  - Куп Шпаније (2): 2021, 2022.

- Олимпија Милано:
  - Првенство Италије (1): 2022/23.

- Партизан:
  - Јадранска лига (1): 2024/25.

### Појединачни
- Идеални тим Евролиге — прва постава (1): 2018/19.
- Идеални тим Евролиге — друга постава (1): 2020/21.